# Lijst van burgemeesters van Ovezande
Dit is een lijst van burgemeesters van de voormalige Nederlandse gemeente Ovezande tot die gemeente in 1970 opging in de gemeente Borsele.
| Ambtsperiode | Naam burgemeester                               | Partij of stroming | Bijzonderheden                                                                                                |
| ------------ | ----------------------------------------------- | ------------------ | --- |
| 18?? - 1853  | Aalbrecht Pieterse de Jonge                     |                    | |
| 1853 - 1874  | C. de Fouw                                      |                    | tevens burgemeester van Nisse (1853-1874), Driewegen (1867-1874) en Ellewoutsdijk (1867-1874)                 |
| 1874 - 1878  | jhr. mr. Meijnart Johan de Marees van Swinderen |                    | Tevens burgemeester van Nisse en Driewegen. Voordien waarnemend secretaris in Hoedekenskerke.                 |
| 1878 - 1920  | Dirk (D.) Mulder                                |                    | tevens burgemeester van Nisse en Driewegen, eerder burgemeester van Breskens                                  |
| 1920 - 1936  | Lambertus Willem Barend Anne Mulder             |                    | tevens burgemeester van Driewegen (1920-1936), eerder burgemeester van 's-Heer Abtskerke; zoon van voorganger |
| 1936 - 1939  | Aloys Joan Joseph Maria Mes                     |                    | tevens burgemeester van Heinkenszand (1926-1944)                                                              |
| 1939 - 1950  | Ton (A.J.M.) Elkhuizen                          |                    | tevens waarnemend burgemeester van Driewegen (1941-1945?)                                                     |
| 1950 - 1961  | Theo (Th.J.) Andriessen                         | KVP                | later burgemeester van Oud en Nieuw Gastel                                                                    |
| 1962 - 1968  | Niek (N.W.M.) Mooyman                           | KVP                | later burgemeester van Oudewater                                                                              |
| 1968 - 1970  | Marinus (M.) Somers                             | KVP                | waarnemend; tevens burgemeester van Hoedekenskerke en waarnemend burgemeester van Heinkenszand                |